# 密點鮃
密點鮃為輻鰭魚綱鰈形目鰈亞目鮃科的其中一種，為亞熱帶海水魚，分布於西南太平洋紐西蘭；東太平洋墨西哥加利福尼亞灣至秘魯海域，棲息深度1-121公尺，體長可達15.7公分，棲息在軟底質底層水域，生活習性不明，可做為食用魚。

## 扩展阅读
維基物種上的相關：密點鮃